# Aegisthus

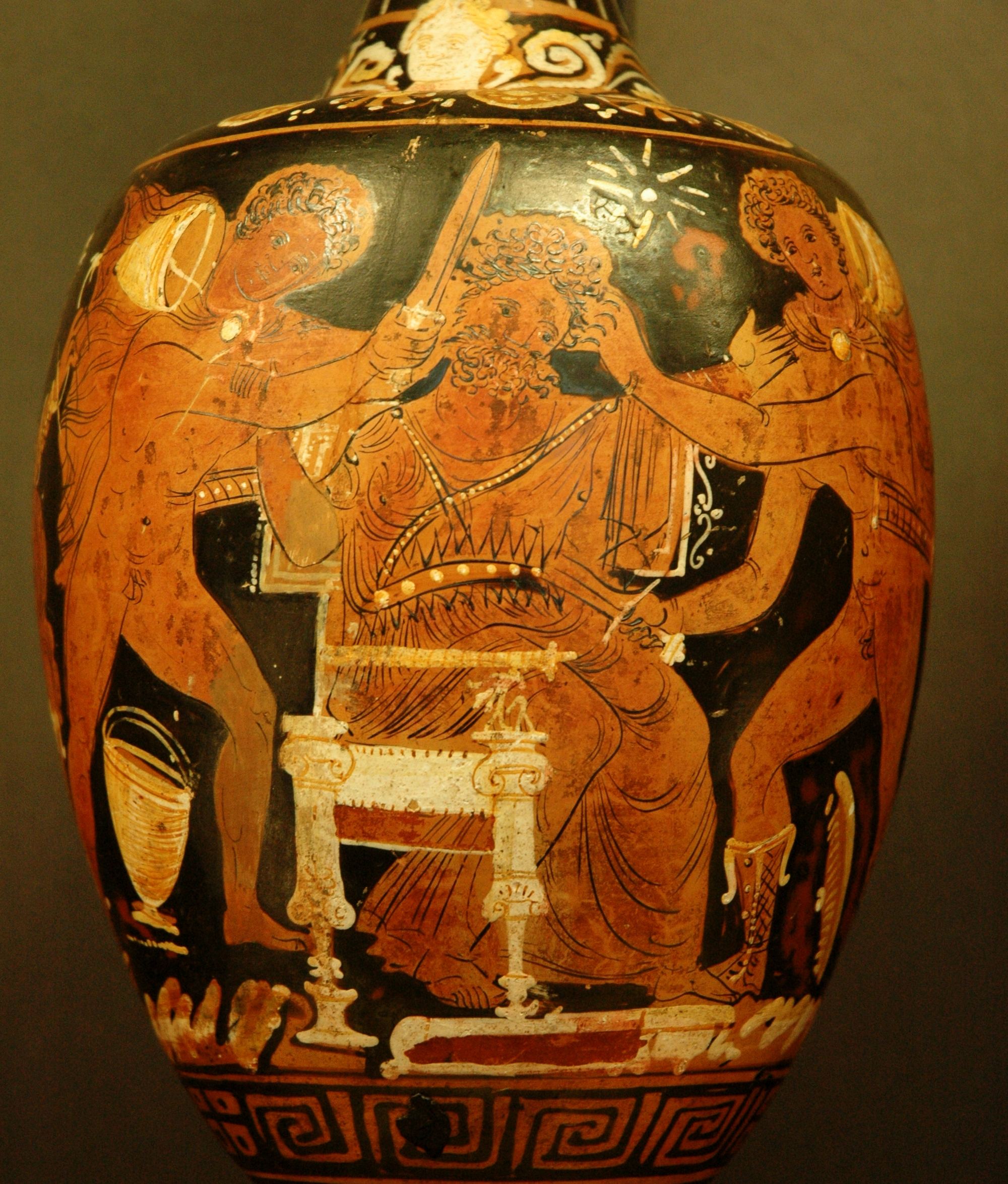
Aegisthus bị Orestes và Pylades giết - The Louvre

Aegisthus (/ɪˈdʒɪsθəs/; tiếng Hy Lạp cổ: Αἴγισθος;  chuyển ngữ Aigisthos, [ǎi̯ɡistʰos]) là một nhân vật trong thần thoại Hy Lạp. Aegisthus được biết đến từ hai sử thi: thứ nhất là Odyssey được Homer viết vào cuối thế kỉ VIII TCN, thứ hai là Orestea của Aeschylus được viết vào thế kỉ V TCN.

## Thần thoại
Aegisthus là con trai của Thyestes với chính con gái của ông là Pelopia. Sự ra đời của Aegisthus là do Thyestes muốn tranh giành ngai vàng xứ Mycenae của vua Atreus, người anh em ruột của ông. Thyestes được phán truyền rằng, muốn giết được Atreus thì phải sinh được một người con với Pelopia. Vậy là Thyestes đã cải trang khi Pelopia tới đền thờ rồi cưỡng hiếp cô. Pelopia đã kịp thời cướp lấy thanh kiếm của kẻ giấu mặt để có thể nhận ra kẻ đã cưỡng hiếp cô sau này. Khi Pelopia sinh đứa bé, cô đã bỏ rơi nó. Đứa bé được một người chăn cừu nuôi dưỡng khi tình cờ được tìm thấy trong lúc nó đang bú sữa của một con dê cái, vậy nên mới có tên là Aegisthus, nghĩa là con dê đực. Sau này khi Atreus cưới Pelopia, ông ta đã nhận nuôi đứa bé Aegisthus mà không hề biết nguồn gốc của nó.
Trong một dị bản khác, Aegisthus là con trai duy nhất còn sống của Thyestes sau khi Atreus giết con của ông ta và đem thịt chúng tới phục vụ cho Thyestes ăn mà không hề để Thyestes hay biết.
Khi Aegisthus đã trưởng thành, Thyestes bị Agamemnon và Menelaus, hai người con trai của vua Atreus bắt rồi giải tới chỗ của Atreus. Aegisthus được vua Atreus ra lệnh phải giết Thyestes. Aegisthus tình cờ mang theo thanh kiếm mà khi xưa Pelopia, mẹ anh đã cướp được từ tay Thyestes, thanh kiếm đó là anh được Pelopia trao lại. Khi người đao phủ Aegisthus chuẩn bị giết Thyestes, ông ta đã bất ngờ vì nhận ra đó là thanh kiếm khi xưa của mình, và gặng hỏi người đao phủ có được thanh kiếm đó từ đâu. Ban đầu Aegisthus tỏ ra không quan tâm, nhưng rồi anh lại tới tìm Pelopia để hỏi rõ về nguồn gốc của thanh kiếm. Cuối cùng, Pelopia mới nhận ra chính Thyestes đã là kẻ cưỡng hiếp cô khi xưa, và cô đã uất ức tự tử bằng chính thanh kiếm đó. Sau đó, Aegisthus hiểu ra mọi chuyện. Anh nổi điên, đeo thanh kiếm chạy đi tìm Atreus, và rồi tìm thấy ông ta đang cầu nguyện bên bờ sông. Anh giết chết ông ta bằng chính thanh kiếm đó.
Aegisthus và Thyestes sau đó cùng nhau lên trị vì thành Mycenae, đày các con trai của Atreus là Agamemnon và Menelaus đến Sparta, nơi vua Tyndareus đang trị vì. Tyndareus đã gả lần lượt hai người con gái của ông là Clytemnestra và Helen cho hai anh em họ. Agamemnon và Clytemnestra có bốn người con: một trai là Orestes và ba gái là Iphigenia, Electra và Chrysothemis. Ông còn giúp đỡ hai người họ giành lại được ngai vàng từ Thyestes và Aegisthus. Agamemnon trở thành vị vua mới của thành Mycanea. Ông cũng trở thành người cai trị quyền lực nhất ở Hy Lạp. Còn Menelaus, sau khi vua Tyndareus qua đời, chàng được kế vị để trở thành vua của thành Sparta.
Sau khi Helen, vợ của vua Menelaus bị Paris quyến rũ và tới thành Troy, Menelaus đã nhờ Agamemnon giúp mình đưa quân tới thành Troy. Chiến tranh thành Troy diễn ra.
Trong suốt mười năm Agamemnon tham chiến trong chiến tranh thành Troy, nữ hoàng Clytemnestra, vợ của ông đã ngoại tình với Aegisthus. Cả hai người đã bí mật giết Agamemnon khi ông trở về từ thành Troy, và rồi Aegisthus lại một lần nữa được trị vì thành Mycanae cùng với Clytemnestra. Aegisthus với Clytemnestra có ba người con: một trai là Aletes, hai gái là Erigone và Helen. Trị vì thêm được bảy năm, Aegisthus và Clytemnestra bị Orestes, con trai của Agamemnon giết chết.